# Kvarteret Johannes större

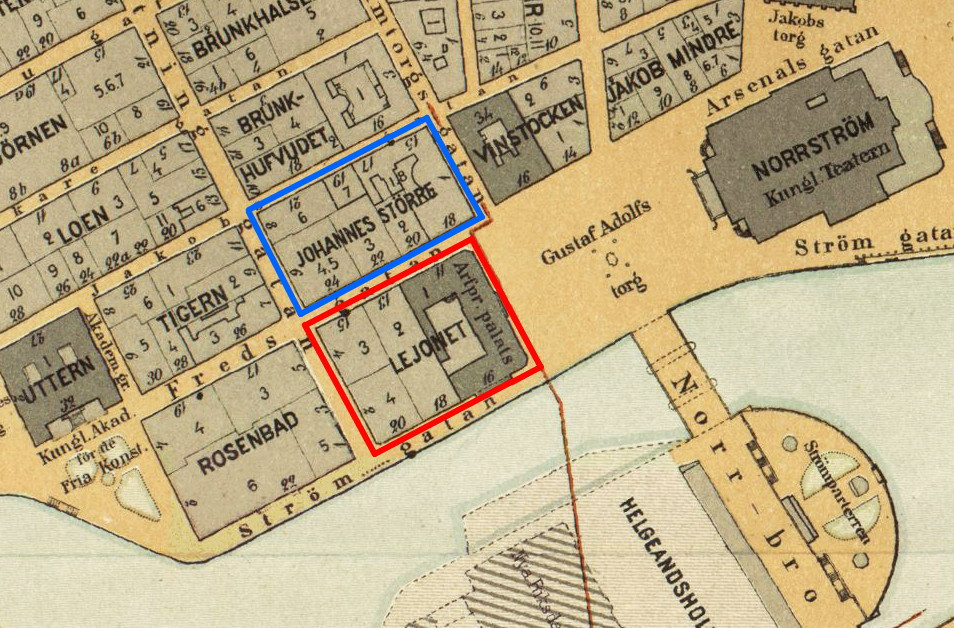
Kvarteren Johannes större (blå) och Lejonet (röd), 1899.

Johannes större är ett kvarter på Norrmalm i Stockholms innerstad. Det mycket centralt belägna kvarteret omges av Fredsgatan i söder, Gustav Adolfs torg i öster, Jakobsgatan i norr och Drottninggatan i väster. Kvarteret består huvudsakligen av byggnader uppförda under 1600- och 1700-talen, och var ett av de första kvarteren i stadsdelen som bebyggdes efter Klas Flemings rutnätsplan från 1630-talet. Kvarteret bestod ursprungligen av åtta fastigheter. Efter en fastighetsreglering på 1990-talet består kvarteret idag av en enda fastighet Johannes större 9 som ägs av svenska staten genom Statens Fastighetsverk. Samtliga byggnader i kvarteret representerar mycket höga kulturhistoriska värden och skyddas sedan 1993 respektive 1995 som statligt byggnadsminne. Kvarteret Johannes större är ett av Stockholms regeringskvarter.

## Historik
Kvarteren på södra Norrmalm bildades i slutet av 1630-talet när Stockholms stadsplanering tog sin början vid Hötorget och Stoore Konnungz gatun (senare Drottninggatan) sattes ut. Från mitten av 1650-talet var kvartersnamnet S:t Johannes. På Petrus Tillaeus karta från 1733 har detta kvarter nummer 1 inom S:t Clarae Församling och kallas St Johannes d. större. Enligt Björn Hasselblad, hobbyforskare i stockholmiana, har namnet knappast att göra med Sankt Johannes Kyrka som tillkom mycket senare, utan får ses som en komplettering till namnen S:ta Clara och S:t Jacob i grannskapet.

Kvarteret Johannes större (blå) genom tiden
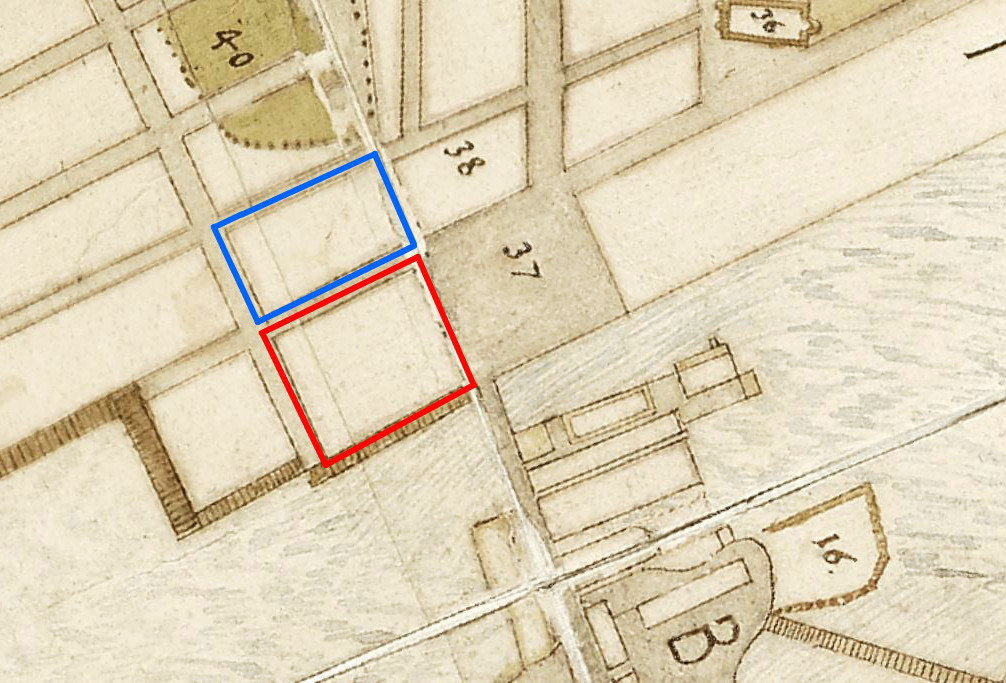
1645.
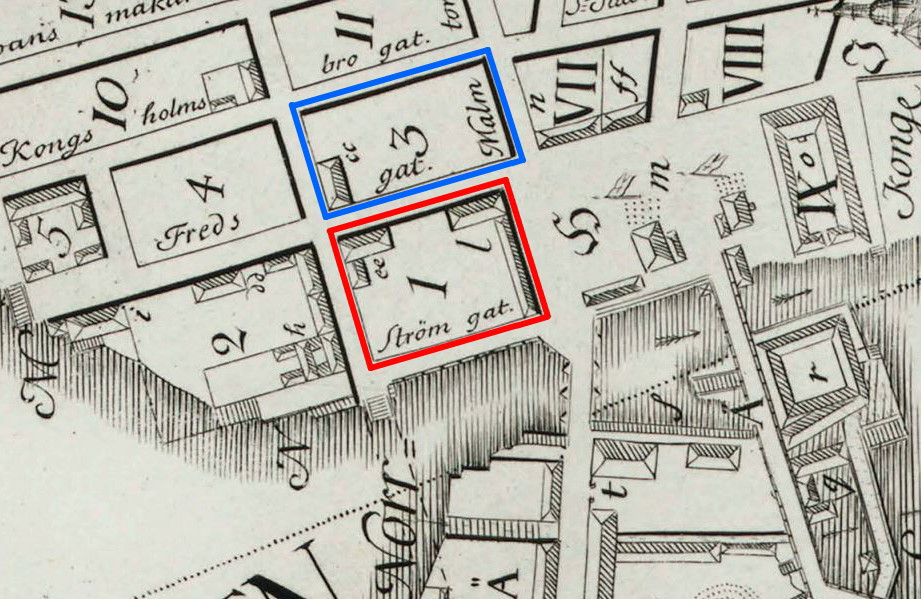
1733.
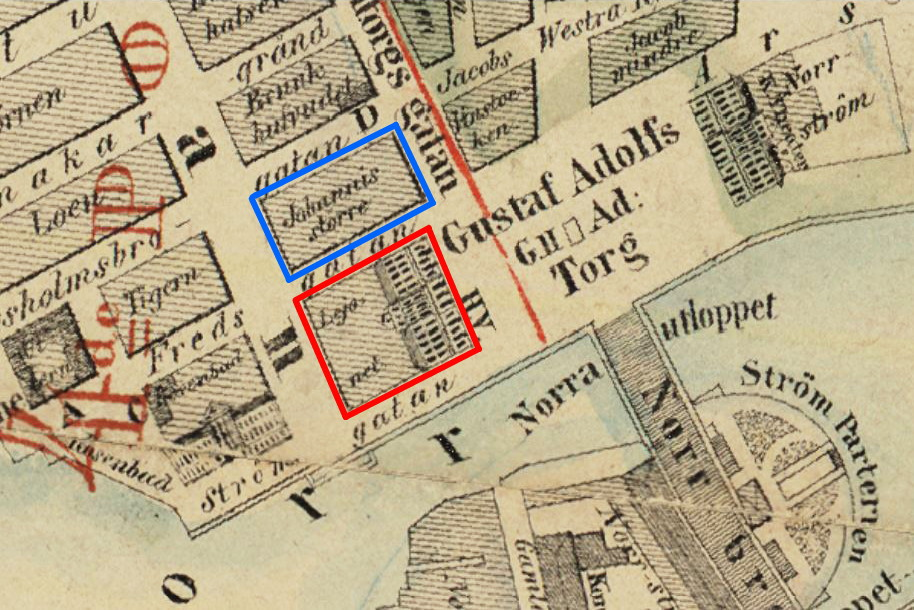
1855.
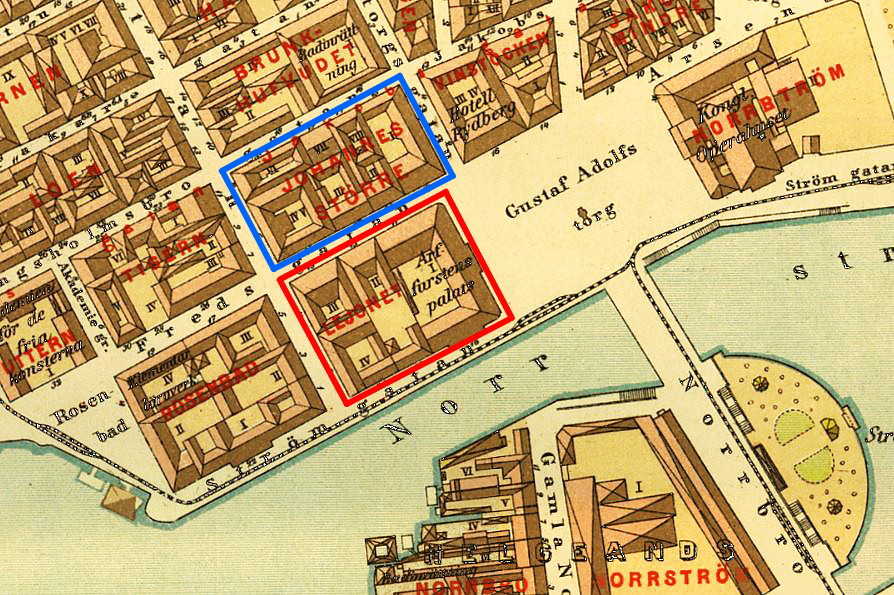
1885.
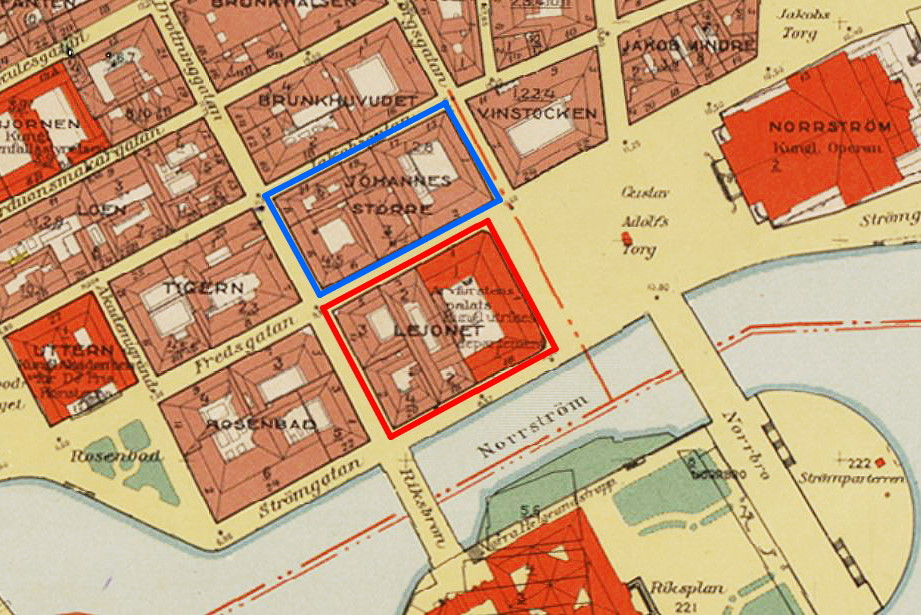
1940.

## Dagens bebyggelse
Kvarteret Johannes större är ett av de få kvarter som inte försvann under Norrmalmsregleringen på 1950- till 1970-talen. Bebyggelsen i kvarteret har genom åren genomgått ett stort antal om- och tillbyggnader och representerar idag ett mycket högt kulturhistoriskt värde. Fyra av fem fastigheter är blåmärkta av Stadsmuseet i Stockholm och hela bebyggelsen är statliga byggnadsminnen. Samtliga fastigheter i kvarteret Johannes större ägs numera av svenska staten genom Statens Fastighetsverk och nyttjas av olika statliga myndigheter. Mest känt är före detta Gustav Horns palats som ligger i östra delen av kvarteret och inhyser Medelhavsmuseet. Mot västra sidan och Drottninggatan ligger Sadelmakarens hus och Kanngjutarmästarens hus med byggnader från 1640. Det senare räknas till de bäst bevarade bostadshusen från 1600-talet utanför Gamla stan.
- F.d. nr 1, 2, 8 (Fredsgatan 2 / Malmtorgsgatan 1): Gustav Horns palats med Medelhavsmuseet.[4]
- F.d. nr 3 (Fredsgatan 4): Före detta Sundsvallsbanken[5]
- F.d. nr 4, 5 (Fredsgatan 6 / Drottninggatan 6): Sadelmakarens hus.[6]
- F.d. nr 6 (Drottninggatan 8 / Jakobsgatan 21): Kanngjutarmästarens hus.[7]
- F. d. nr 7 (Jakobsgatan 19): Gamla Läkaresällskapets hus (ej att förväxla med det nyare Svenska Läkaresällskapets hus).[8]

### Nutida bilder

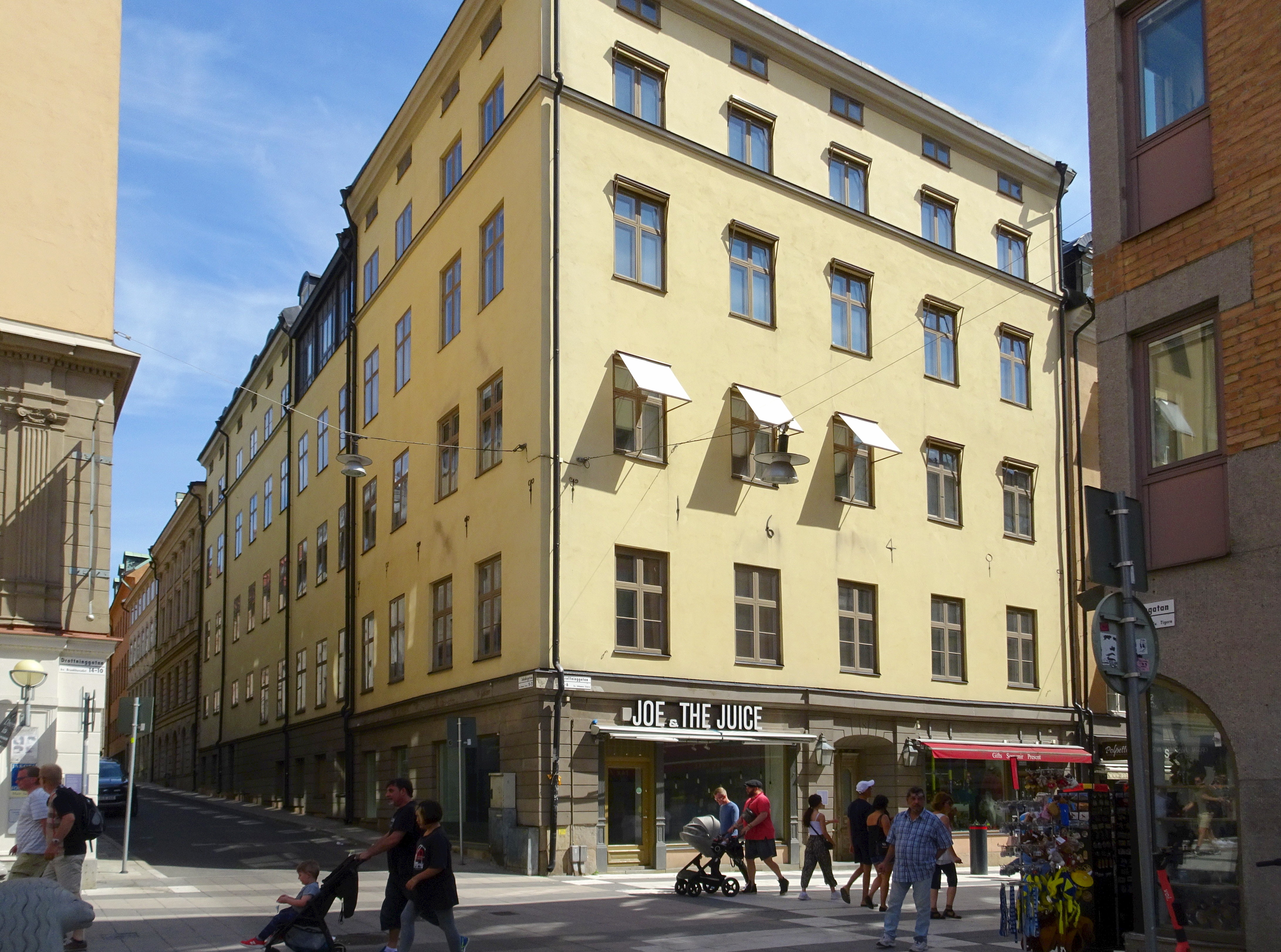
Kanngjutarmästarens hus (Drottninggatan / Jakobsgatan).
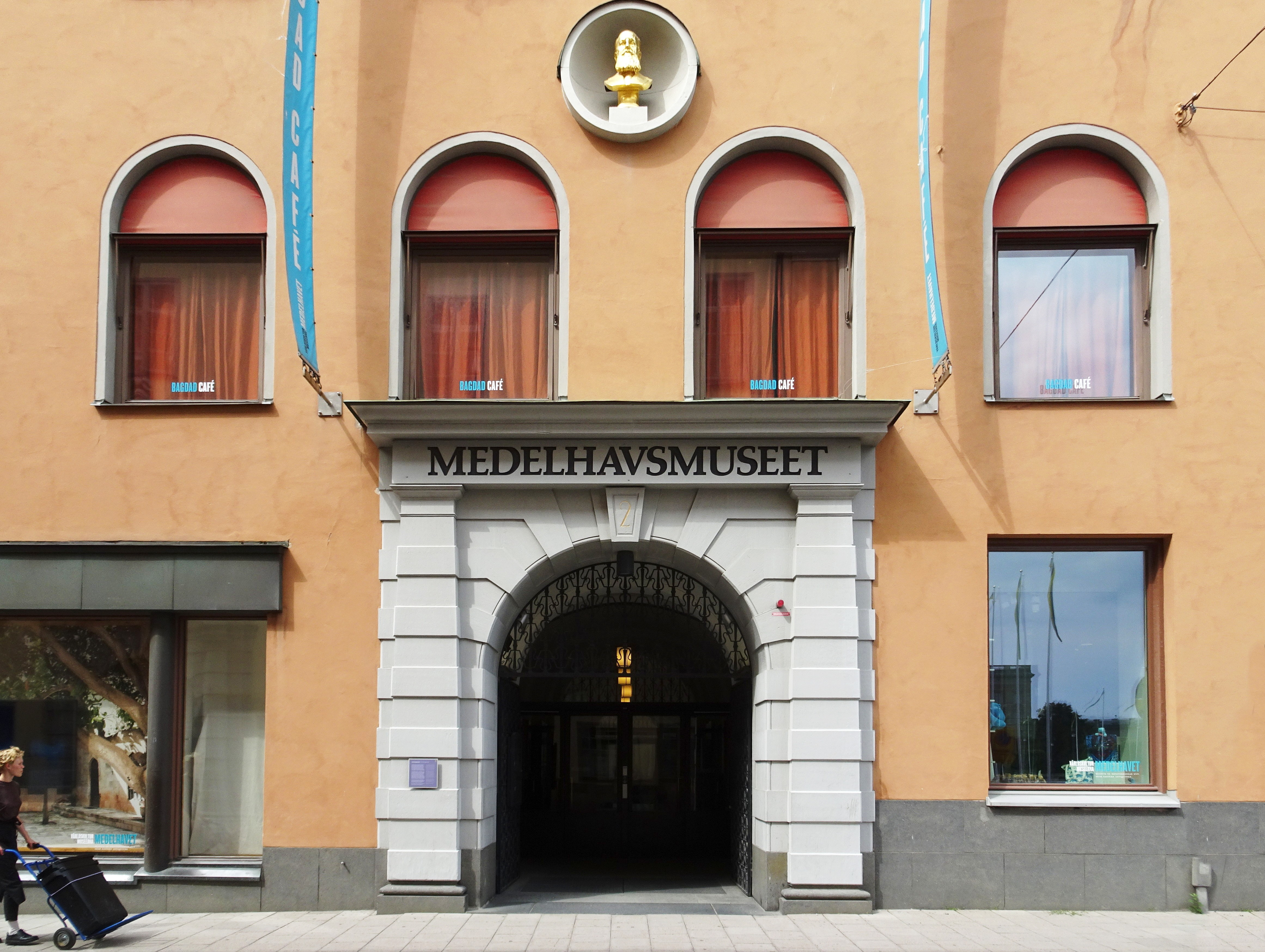
Medelhavsmuseets entré (Fredsgatan).
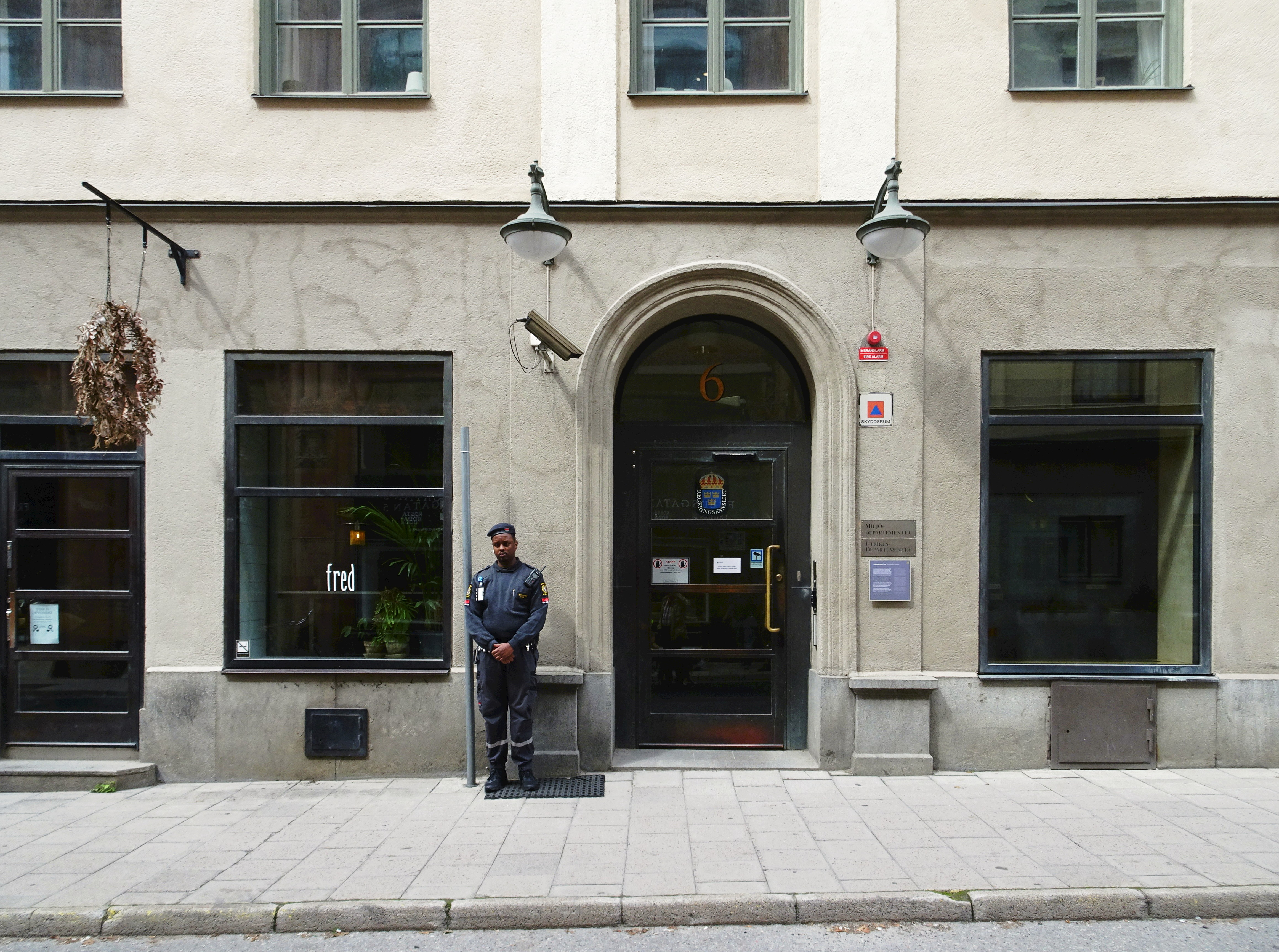
Sadelmakarens hus, entrén (Fredsgatan).
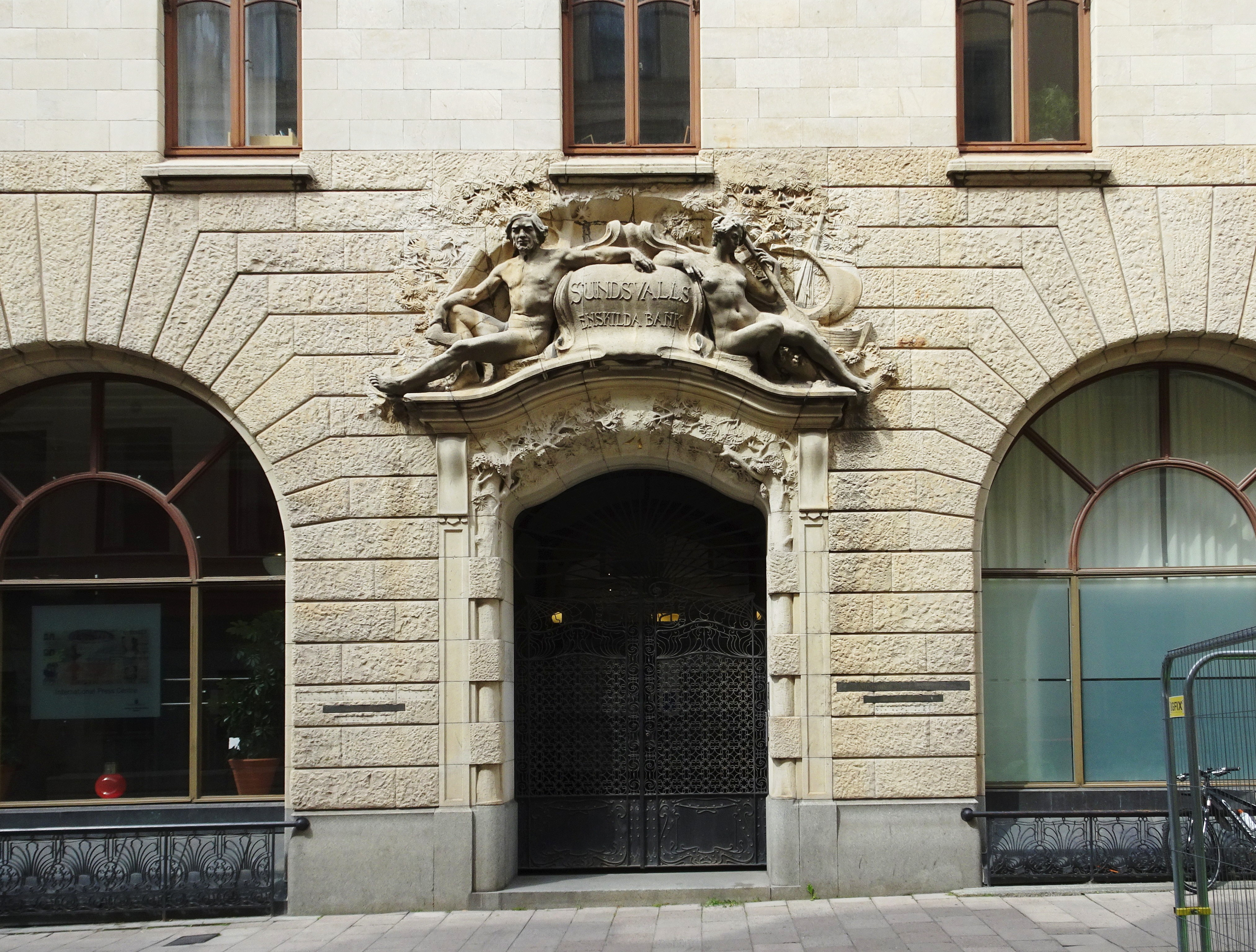
Före detta Sundsvallsbankens entré (Fredsgatan).
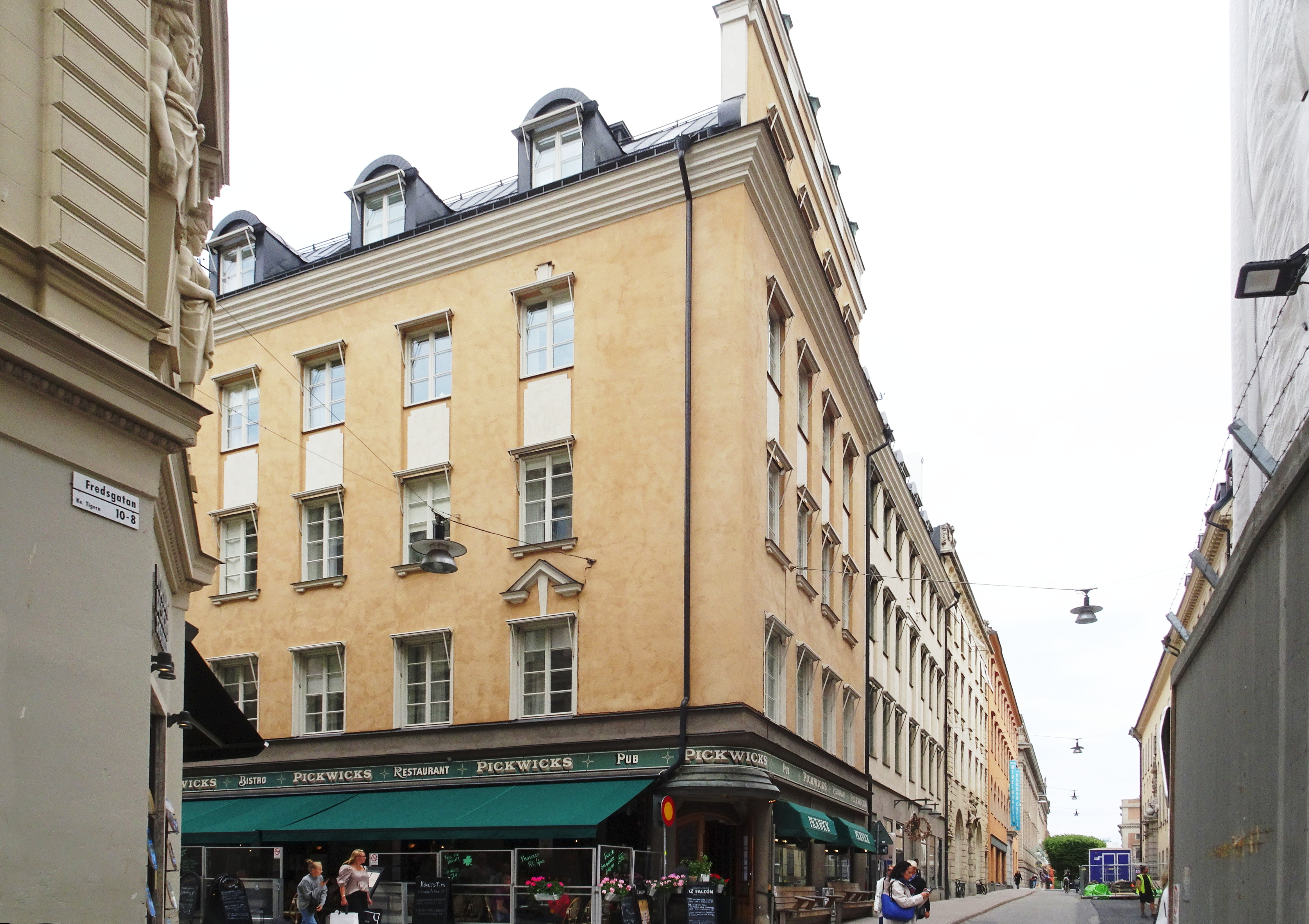
Sadelmakarens hus (Drottninggatan / Fredsgatan).